# Leppäkari (i Ahmavesi, Nystad)
Leppäkari är en ö i Finland. Den ligger i sjön Ahmasvesi och i kommunen Nystad i den ekonomiska regionen Nystadsregionen och landskapet Egentliga Finland, i den sydvästra delen av landet, 190 km väster om huvudstaden Helsingfors. Öns area är 2,2 hektar och dess största längd är 200 meter i öst-västlig riktning.